# Endiandra asymmetrica
Endiandra asymmetrica är en lagerväxtart som beskrevs av Teschn.. Endiandra asymmetrica ingår i släktet Endiandra och familjen lagerväxter. Inga underarter finns listade i Catalogue of Life.